# Claire Clémence de Maillé
Claire Clémence de Maillé, Mademoiselle de Brézé (ur. 25 lutego 1628 w Brézé, zm. 16 kwietnia 1694 w Châteauroux) – francuska arystokratka pochodząca z rodziny Brézé i siostrzenica kardynała Richelieu. Wyszła za mąż za Ludwika II Burbona, księcia Condé, znanego jako „Le Grand Conde” (Wielki Kondeusz). Jako jego żona księżną Condé i Fronsac.

## Życiorys
Urodziła się w departamencie Maine i Loara we Francji jako Claire Clémence de Maillé-Brézé, córka Urbaina de Maillé, markiza de Brézé, pana de Milly i de Thévalles, Marszałka Francji i Nicole du Plessis de Richelieu, siostry kardynała i pierwszego ministra Armanda Jeana Richelieu. Miała młodszego brata, Jean-Armanda de Maillé, który był Pierwszym Admirałem francuskiej marynarki wojennej.
Gdy miała pięć lat, jej wuj kardynał zaplanował jej zaręczyny z francuskim księciem Ludwikiem de Bourbon, którego historia zapamiętała pod imieniem le Grand Condé - „Wielki Kondeusz.” Pod pretekstem dania jej odpowiedniego wykształcenia, została zabrana z domu rodzinnego i powierzona pani de Boutillier, żonie Superintendenta Finansów Królewskich, która dała jej przeciętne wykształcenie.
Po uzyskaniu pełnoletności i zdolności do zawarcia związku małżeńskiego w wieku trzynastu lat, małżeństwo pomiędzy siostrzenicą wpływowego kardynała a księciem krwi zostało zawarte w Milly-le-Meugon. Ludwik, a następnie książę d'Enghien miał wówczas zaledwie dwadzieścia lat chociaż do tej pory miał już kilka kochanek. W czasie przygotowań do ślubu i na długo po nim był zakochany w Marthe Poussard (zwaną też Mademoiselle du Vigean) i na próżno protestował przeciwko niechcianemu małżeństwu, ale jego ojciec, poprzedni książę Condé zmusił go do ślubu z Claire Clemence, zachwycony możliwością spowinowacenia się z niezwykle wpływowym kardynałem.
Ślub odbył się 11 lutego 1641 w Palais-Royal w Paryżu.
Wychodząc za mąż za członka domu panującego, Claire Clemence stała się księżniczką krwi i od tej pory zamieszkała na dworze królewskim. Po śmierci ojca w 1646 jej mąż stał się pierwszym księciem krwi, który to tytuł był najwyższym tytułem (oprócz królewskiego) na dworze i w rodzinie królewskiej. 

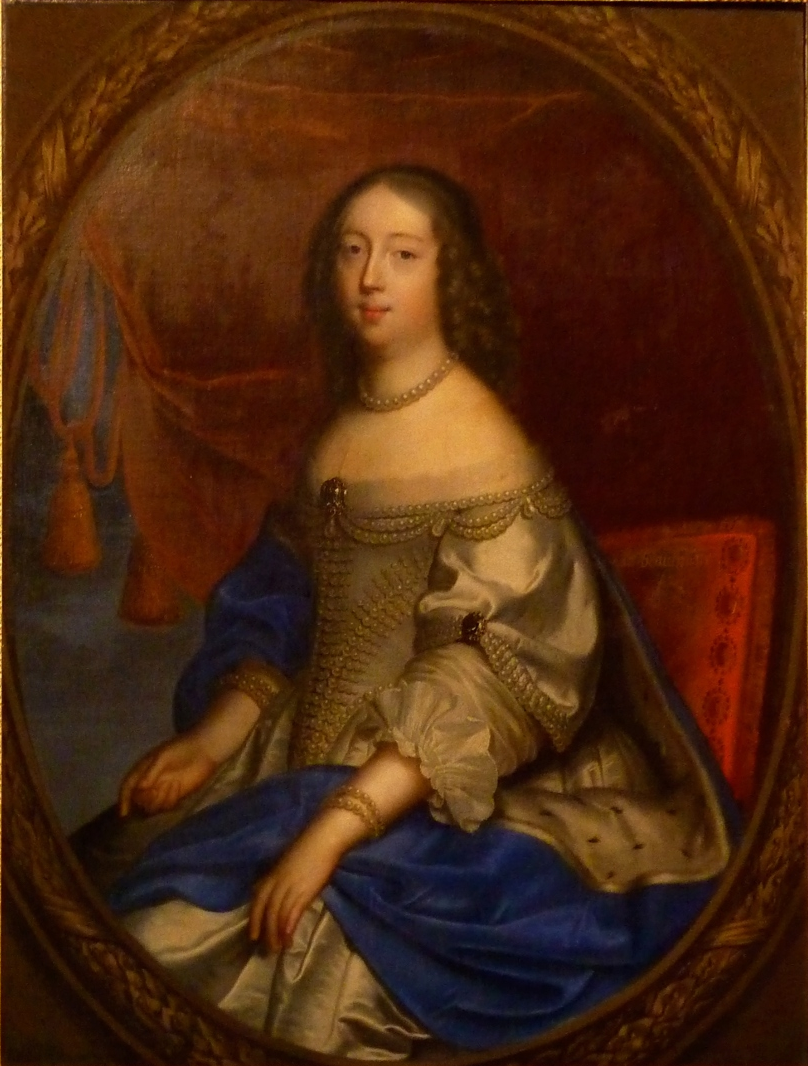

Chociaż urodziła mężowi trójkę dzieci, Ludwik później twierdził, że jego żona cudzołożyła z wieloma mężczyznami i ostatecznie usunął ją z dworu i z rodowego pałacu Chantilly zsyłając ją na wygnanie do jednego z odległych należących do niej zamku w Châteauroux, a w jego wytłumaczenia uwierzyło wielu dworzan w tym słynnego pamiętnikarza epoki Ludwika XIV, Saint-Simona, który przyznawał jednocześnie, że księżna de Condé była domatorką i niezwykle nudną kobietą, chwalił jej cnoty, pobożność, delikatność i całkowite oddanie mężowi w obliczu jego bezlitosnej przemocy.
Po hańbiącemu aresztowaniu i skazaniu jej męża na długoletnie więzienie w twierdzy Vincennes, które miało miejsce w styczniu 1650 po Frondzie, Claire Clémence wyróżniła się swoim energicznym i lojalnym postępowaniu wobec męża, śmiałym dowodzeniem jego armii, opieką medyczną i udzielaniem pomocy jego poszukiwanym przez króla przyjaciołom, co naraziło ją na nienawiść regentki i kardynała Mazarina.
W 1651 roku ostatecznie Claire Clémence została zmuszona do poddania się regentce, królowej Annie Austriaczce i jej ministrowi Mazarinowi.
W ten sposób z ich synem dołączyła do męża w hiszpańskiej Flandrii. Po uzyskaniu łaski królewskiej w roku 1660, rodzina ponownie zamieszkała w pałacu w Chantilly. Jednak, gdy wybuchł skandal z powodu jej romansu z paziem, książę wysłał ją do zamku w Chateauroux, gdzie pozostała aż do jej śmierci w 1694. Uczestniczyła jeszcze w narodzinach swojej pierwszej wnuczki, Marii Teresy, Mademoiselle de Bourbon; oraz jej pierwszej prawnuczki, Marii Anny, Mademoiselle de Conti, która urodziła się w 1689 roku i przez wiele lat później nosiła tytuł księżnej Condé, ten sam, który tak długo należał do Claire Clémence.
Claire Clémence została pochowana w kaplicy św. Marcina w zamku de Châteauroux.

## Potomstwo
- Henryk Juliusz de Bourbon (29 lipca 1643, Paryż - 1 kwietnia 1709, Paryż), książę de Condé.
- Louis de Bourbon, książę Burbon (20 września 1652, Bordeaux - 11 kwietnia 1653, Bordeaux) zmarł w dzieciństwie.
- córka, Mademoiselle de Bourbon (1657, Breda - 28 września 1660, Paryż), zmarła w niemowlęctwie.

## W kulturze popularnej
W filmie Vatel z 2000 roku z Gérardem Depardieu i Umą Thurman, opartym na życiu François Vatela – wybitnego francuskiego kucharza, który był szefem kuchni i zarządcą dworu na zamku w Chantilly, rolę Claire Clémence zagrała Arielle Dombasle.